# Choulex
Choulex är en ort och kommun i kantonen Genève, Schweiz. Kommunen har 1 247 invånare (2023).